# Dorji Choden
Dorji Choden, född 1960, är en bhutanesisk politiker och ingenjör. År 2013 blev hon Bhutans första kvinnliga minister när hon utsågs till "Minister of Works and Human Settlement" (ungefär "minister för arbete och bosättningar"). Sedan 2008 har hon varit medlem i Folkets demokratiska parti.
Choden är utbildad ingenjör och har studerat vid Birla Institute of Technology i Ranchi i Indien. År 2006 började hon arbeta mot korruption och slutade där 2008 för att kunna ställa upp i Bhutans första parlamentsval. Mellan 2009 och 2012 arbetade hon för FN:s utvecklingsprogram med frågor gällande fattigdom och arbetslöshet. I samband med att Folkets demokratiska parti vann parlamentsvalet 2013 utsågs hon till minister.